# Les Valls d’Aguilar
Les Valls d’Aguilar ist eine Gemeinde (municipi) mit 262 Einwohnern (Stand: 2024) in der Provinz Lleida in der Autonomen Region Katalonien. Zur Gemeinde gehören die 15 Dörfer Argestues, Bellpui, Berén, Biscarbó, Els Castells, Castellàs, Espaén, La Guàrdia d’Ares, Junyent, Miravall, Noves de Segre, Taús und Trejuvell.

## Lage
Das von den 1500 bis 2000 Meter hohen Bergen der südlichen Pyrenäen eingerahmte Tal liegt auf einer Höhe von etwa 600 bis 1500 Metern ü. d. M. im Nordwesten Kataloniens unweit der Grenze zu Andorra.

## Bevölkerungsentwicklung
| Jahr      | 1960 | 1970 | 1981 | 1990 | 2000 | 2006 |
| Einwohner | 865  | 458  | 272  | 240  | 296  | 314  |

Noch in der Mitte des 19. Jahrhunderts hatten die ehemals selbständigen Dörfer zusammengerechnet um die 2.500 Einwohner. Die Mechanisierung der Landwirtschaft führte seitdem zu einem konstanten Rückgang der Bevölkerung. Einige Dörfer haben weniger als 20 Einwohner, so dass ihr Ende abzusehen ist.

## Wirtschaft
Früher lebten die Einwohner hauptsächlich als Selbstversorger von der Milchwirtschaft und der Käseherstellung; der Anbau von Getreide (meist Gerste) brachte nur geringe Erträge. Inzwischen sind viele leerstehende Häuser zu Ferienwohnungen (cases rurals) umgebaut worden.

## Geschichte
Die erste Nennung von Noves entstammt dem Jahr 839; urkundliche Erwähnungen der anderen Orte finden sich in den nachfolgenden Jahrhunderten. Im Mittelalter gehörten weite Teile des heutigen Gemeindegebiets zur Grundherrschaft der Vizegrafen von Castelbon. Die Gemeinde entstand im Jahr 1972 durch den Zusammenschluss von zunächst nur fünf Dörfern (La Guàrdia d'Ares, Noves de Segre, Taús und Castellàs). Im Lauf der Zeit kamen die anderen Dörfer hinzu.

## Sehenswürdigkeiten

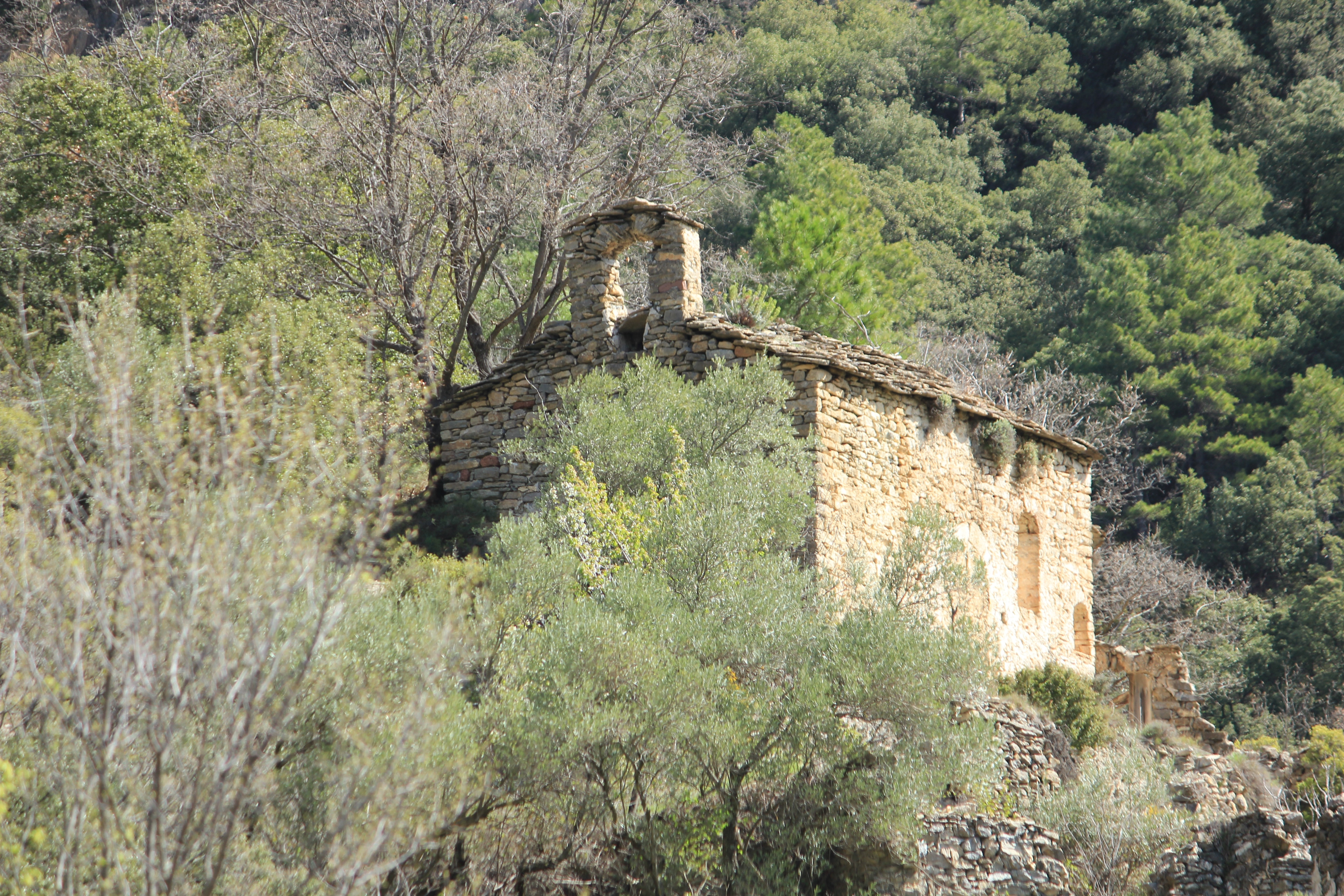
Malgrat, Kirche Sant Bartomeu

Auf dem Gebiet der Gemeinde stehen mehrere denkmalgeschützte Kirchen (Béns Culturals d'Interès Nacional oder ... Local):
Bellpui
Der Ort ist von seinen Bewohnern bereits nahezu aufgegeben worden; auch von der ehemaligen Pfarrkirche Santa Llogaia stehen nur noch die Grundmauern und der Glockengiebel (espadanya).
La Guardia d’Ares
Auch die Kirche Sant Esteve gehört zu den kleinen romanischen Bruchsteinkirchen der Gegend.
Malgrat
Die kleine Kirche von Malgrat schmiegt sich an den Berghang.
Taúz
Die Hochebene von Taúz liegt in etwa 1500 Metern Höhe. Die kleine Kirche Sant Martí steht etwas abseits des Ortes.
Trejuvell
Die Kirche Santa Elena von Trejuvell ist gänzlich aus Bruchsteinen gemauert und hat einen einfachen Glockengiebel.